# Gignac-la-Nerthe
Gignac-la-Nerthe è un comune francese di 9 220 abitanti situato nel dipartimento delle Bocche del Rodano della regione della Provenza-Alpi-Costa Azzurra.

## Società

### Evoluzione demografica
Abitanti censiti